# 10735 Seine
A 10735 Seine (ideiglenes jelöléssel 1988 CF6) a Naprendszer kisbolygóövében található aszteroida. Eric Walter Elst fedezte fel 1988. február 15-én.